# 潘基夫齊 (比洛吉里亞區)
49°56′35″N 26°11′37″E / 49.94306°N 26.19361°E
潘基夫齊（烏克蘭語：Паньківці），是烏克蘭西部的村莊，隸屬赫梅利尼茨基州的舍佩蒂夫卡區。該村面積0.2平方公里，海拔高度251米，2001年人口637，人口密度每平方公里3,250人。